# Josef Egger (Historiker)

Josef Egger

Josef Egger (* 16. August 1839 in St. Pankraz im Ultental; † 19. August 1903 in Innsbruck) war ein österreichischer Historiker und der Autor einer Geschichte Tirols.

## Leben
Seine Eltern, der Gastwirt und Holzhändler Matthäus Egger und seine Frau Antonia Pardatscher, überließen den Knaben schon in jungen Jahren der Obhut von Verwandten in Innsbruck, wo er die Volksschule und später das Gymnasium besuchte. Nach der Reifeprüfung studierte Egger an der Innsbrucker Universität bei den Professoren Ignaz Zingerle, Julius von Ficker und Alfons Huber Germanistik und Geschichte. Er war Mitglied der schlagenden Studentenverbindung Akademischer Gesangsverein. Später trat er in den Schuldienst ein. Nach einer mehrjährigen Probezeit wurde er im Jahre 1869 Professor am Innsbrucker Gymnasium.
Das besondere Interesse des bei seinen Schülern sehr beliebten Lehrers galt der Geschichte seiner engeren Heimat. Als Bibliothekar des Tiroler Landesmuseums Ferdinandeum konnte er jederzeit auf die reichen Bibliotheks- und Urkundenbestände dieser Anstalt zugreifen, sodass er ein sehr lebendiges und detailreiches Bild von der Tiroler Geschichte zeichnen konnte. Was er auf diesem Gebiet schuf, veröffentlichte er teils in den Schulprogrammen und teils in historischen Fachzeitschriften. Vieles gab er auch in Form von selbständigen Werken heraus, so vor allem seine populär gewordene Geschichte Tirols in drei Bänden, die in den Jahren 1872–1880 in der Wagnerischen Universitätsbuchhandlung erschienen. Eggers Geschichte von Tirol war zu jener Zeit die erste bedeutende Arbeit, die alle geschichtlichen Epochen des Landes umfasste. Sie wird auch heute noch in nahezu allen wichtigen Geschichtswerken zitiert.

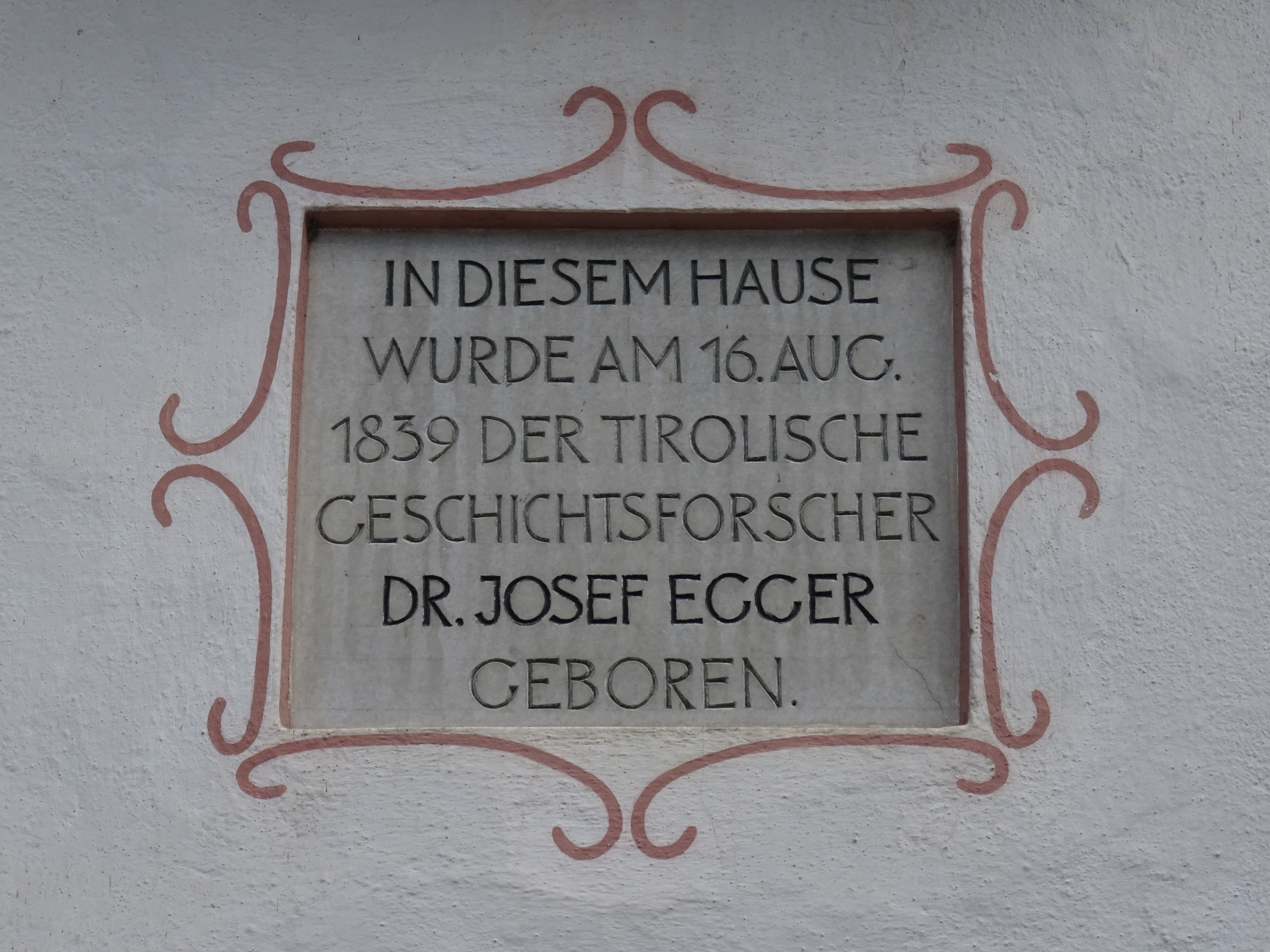
Gedenktafel in St. Pankraz

Für die von Helfert herausgegebene Sammlung Die Völker Österreich-Ungarns verfasste Egger den Band Tirol und Vorarlberg und für das von Kronprinz Rudolf initiierte Werk Die Österreichische Monarchie in Wort und Bild schrieb er das Kapitel über Tirol. Mit Zingerle gab er den vierten Band der Tiroler Weistümer heraus, der das Burggrafenamt, das Etsch-, Eisack- und Pustertal umfasst.
Egger war korrespondierendes Mitglied der Akademie der Wissenschaften in Wien und der Historischen Gesellschaft in Berlin. Der Kaiser ehrte seine Verdienste durch die Verleihung des Goldenen Verdienstkreuzes mit der Krone und verlieh ihm den Titel eines Regierungsrates.
Der Jurist und Rechtshistoriker Hans von Voltelini urteilte über sein Lebenswerk: „Es ist staunenswert, was Egger neben seiner anstrengenden Berufsarbeit wissenschaftlich geleistet hat. … Fast überall musste er vom Grund auf bauen und nach dem Stand der Quellen aus Urkunden und Akten schöpfen. Kein Wunder, wenn die Gefahr drohte, trockene Auszüge zu liefern, der er nicht immer entronnen ist. Aber alles in allem ist Eggers Geschichte Tirols mit Recht als eine der besten deutschen Landesgeschichten gerühmt worden.“
Josef Egger war verheiratet. Seine Frau Luise, eine geborene von Troyer, gebar ihm 7 Kinder, von denen zwei kurz nach der Geburt verstarben.

## Schriften (Auswahl)
- Die ältesten Geschichtschreiber Tirols. In: Jahresbericht der k. k. Ober-Realschule zu Innsbruck. 1866/1867, ZDB-ID 1298569-7, S. 3–62 (Digitalisat; Sonderabdruck als: Die ältesten Geschichtschreiber, Geographen und Alterthumsforscher Tirols. Wagner, Innsbruck 1867, Digitalisat).
- Geschichte des Herzogs Leopold III. In: Jahresbericht der k. k. Ober-Realschule zu Innsbruck. 1869, S. 3–94.
- Die Geschichte Tirols. Von der ältesten Zeit bis in die Neuzeit. 3 Bände. Wagner, Innsbruck 1872, 1876, 1880 (Digitalisat Bd. 1, Digitalisat Bd. 2, Digitalisat Bd. 3).
- Der Einfluss der alttirolischen Stände auf die Gesetzgebung. In: Programm des kaiserl. königl. Staats-Gymnasium in Innsbruck. 24, 1873, ZDB-ID 916048-6, S. 25–37, Digitalisat.
- Die Entwickelung der alttirolischen Landschaft. Eine Skizze. In: Programm des k. k. Staats-Gymnasiums in Innsbruck. 27, 1876, S. 3–25.
- Die Tiroler und Vorarlberger. (= Die Völker Oesterreich-Ungarns. Ethnographische und culturhistorische Schilderungen. Bd. 4, ZDB-ID 1305122-2). Prochaska, Wien u. a. 1882.
- Bischof Heinrich II. von Trient (1274–1289), insbesondere sein Streit mit Meinhard II., seit 1254 Grafen von Tirol und seit 1286 Herzog von Kärnten. In: Programm des k. k. Staatsgymnasiums zu Innsbruck. 35, 1884, S. 3–39 (Digitalisat); 36, 1885, S. 3–42 (Digitalisat).
- als Herausgeber mit Ignaz von Zingerle: Die tirolischen Weisthümer. Teil 4, Hälfte 1: Burggrafenamt und Etschland (= Österreichische Weisthümer. Bd. 5, ZDB-ID 530157-9). Braumüller u. a., Wien u. a. 1888.
- Die Entstehung der Gerichtsbezirke Deutsch-Tirols. In: Mittheilungen des Instituts für Österreichische Geschichtsforschung. Ergänzungsband. 4, 1893, S. 373–428 (Digitalisat).
- Das Aribonenhaus. In: Archiv für österreichische Geschichte. Bd. 83, 1897, S. 385–525.
- Die alten Benennungen der Dörfer, Gemeinden und ihrer Unterabtheilungen sowie die gleichlautenden Namen von Gerichtsbezirken und Gerichtstheilen in Tirol. In: Zeitschrift des Ferdinandeums für Tirol und Vorarlberg. Folge 3, Heft 41, 1897, ZDB-ID 510446-4, S. 217–277 (zobodat.at [PDF]).
- Schloß Gerrenstein und seine Herren. In: Zeitschrift des Ferdinandeums für Tirol und Vorarlberg. Folge 3, Heft 42, 1898, S. 47–116 (zobodat.at [PDF]).
- Die Barbareneinfälle in die Provinz Rätien und deren Besetzung durch Barbaren. In: Archiv für österreichische Geschichte. Bd. 90, 1901, S. 77–232, Digitalisat, 321–400, Digitalisat.